# Ādolfs Skulte
 (décembre 2021).
Œuvres principales
- 9 symphonies
- 3 opéras
...
Ādolfs Skulte, né le 28 octobre 1909 à Kiev (Ukraine ; alors Empire russe) et mort le 20 mars 2000 à Riga (Lettonie), est un compositeur et pédagogue letton. Commandeur de l'ordre des Trois Étoiles (1995).

## Biographie
Ādolfs Skulte intègre en 1930 l'Académie de musique de Lettonie où il étudie la composition musicale avec Jāzeps Vītols. Diplômé en 1936, il enseigne à son tour la composition en cette Académie de 1936 à 1996 (parmi ses élèves, on peut nommer Imants Kalniņš).
Sa musique (tonale) est teintée d'impressionnisme et de romantisme tardif. Son œuvre comprend notamment des pièces pour piano (dont une sonate), de la musique de chambre (dont un quatuor à cordes), neuf symphonies, deux ballets et de la musique vocale (dont des mélodies pour voix et piano, trois opéras, un oratorio et des pièces pour chœur a cappella).
Il est également l'auteur des musiques de six films lettons (1949-1971).
Mort le 20 mars 2000, Ādolfs Skulte est inhumé au cimetière boisé de Riga.

## Compositions (sélection)

### Pièces pour piano
- 1934 : Sonate
- 1948 : Prélude et Arieta
- 1956 : Sonatine
- 1961 : Ballade
- 1964 : 4 modes
- 1979 : 2 pièces

### Musique de chambre
- 1936 : Quatuor à cordes
- 1943 : Aria pour violoncelle et piano (+ version pour orchestre de 1999)
- 1960 : Novele pour flûte et piano
- 1963 : Histoire pour clarinette et piano
- 1964 : Toccatina pour ensemble de violons
- 1969 : Réflexions musicales pour flûte et piano
- 1971 : Allegro pour trompette et piano

### Musique pour orchestre

#### Symphonies
- 1954 : Symphonie no 1
- 1959 : Symphonie no 2 Ave Sol (avec soprano, ténor et chœurs)
- 1963 : Symphonie no 3 Cosmique
- 1965 : Symphonie no 4 Jeunesse
- 1974 : Symphonie no 5
- 1976 : Symphonie no 6
- 1981 : Symphonie no 7 Protégez la nature ! (avec chœurs)
- 1984 : Symphonie no 8
- 1987 : Symphonie no 9

#### Autres œuvres
- 1934 : Poème symphonique Vagues
- 1950 : Ballet La Broche de la liberté (révisé en 1955)
- 1957 : Poème chorégraphique
- 1967 : Ballet Orage de printemps
- 1987 : Ouverture ; Poème pour orchestre de chambre

### Musique vocale
- 1951 : Cantate Riga pour chœurs et orchestre
- 1961 : Cantate Il n'y a qu'une partie pour nous pour chœurs et orchestre
- 1969 : Cantate Écho pour chœurs et orchestre
- 1971 : Opéra Princesse Gundega
- 1975 : Ballade Alarme pour chœurs et orchestre (ou orgue)
- 1977 : Oratorio Sèche tes larmes, ma patrie ! pour solistes, chœurs et orchestre
- 1979 : Opéra Le Manteau du hérisson
- 1984 : Petit opéra pour enfants La Fable de la souris muette